# لسواف ژورک
لِـسواف ژورک (لهستانی: Lesław Żurek؛ زادهٔ ۳۰ ژوئن ۱۹۷۹) بازیگر اهل لهستان است.
از فیلم‌ها یا مجموعه‌های تلویزیونی که وی در آن‌ها نقش داشته‌است، می‌توان به مسکوی کوچک، شر کمتر، پیمان ورشو، باغ لوئیز، گوش آقای رئیس، یخ‌ژاله، نشانه‌گذاری‌شده، دستورالعمل زندگی، همبستگی، همبستگی...، لندنی‌ها، صد سال خاندان وینیخ، عشق اول، رنگ‌های خوشبختی، دوستان، دهن‌به‌دهن، هتل ۵۲، پدر متیو، کارآگاهان جنایی، ماگدا ام.، طایفه و در خوشی و سختی اشاره نمود.